# Dindéresso
Dindéresso est une commune rurale du département de Bobo-Dioulasso de la province du Houet dans la région des Hauts-Bassins au Burkina Faso.

## Géographie
Dindéresso est située dans le 7e arrondissement du département de Bobo-Dioulasso, à 15 km du centre de Bobo-Dioulasso.

## Éducation et santé
La commune héberge l'École nationale des eaux et forêts.
Le centre de soins le plus proche de Dindéresso est le centre de santé et de promotion sociale (CSPS) de Nasso, ainsi que les hôpitaux de Bobo-Dioulasso.